# Lewis Hanback

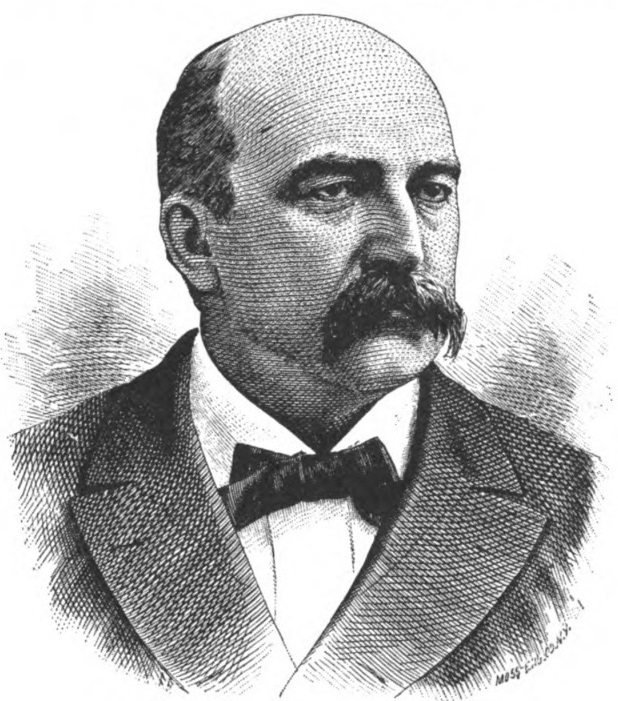
Lewis Hanback (1883)

Lewis Hanback (* 27. März 1839 in Winchester, Illinois; † 7. September 1897 in Kansas City, Kansas) war ein US-amerikanischer Politiker. Zwischen 1883 und 1885 vertrat er den vierten Wahlbezirk des Bundesstaates Kansas im US-Repräsentantenhaus.

## Werdegang
Lewis Hanback besuchte die öffentlichen Schulen seiner Heimat und das Cherry Grove Seminary im Knox County. Zwischen 1860 und 1861 war er im Morgan County als Lehrer tätig. Während des Bürgerkrieges war er Soldat in einem Infanterieregiment mit Freiwilligen aus Illinois. Danach studierte er in Albany (New York) Jura.
Hanback zog dann nach Topeka in Kansas, wo er ab 1865 als Rechtsanwalt arbeitete. Dort war er 1867 auch Friedensrichter. Von 1868 bis 1872 amtierte er als Richter am Nachlassgericht im Shawnee County. Hanback war im Jahr 1877 auch in der Verwaltung im Repräsentantenhaus von Kansas und im Staatssenat angestellt. Zwischen 1877 und 1879 war er stellvertretender Bundesbezirksstaatsanwalt und Steuereinnehmer in der Stadt Salina.
Politisch war Hanback Mitglied der Republikanischen Partei. Bei den Kongresswahlen des Jahres 1882 wurde er als deren Kandidat für den neugeschaffenen vierten Abgeordnetensitz des Staates in das US-Repräsentantenhaus in Washington, D.C. gewählt. Nach einer Wiederwahl im Jahr 1884 konnte er zwischen dem 4. März 1883 und dem 3. März 1887 zwei Legislaturperioden im Kongress absolvieren. Nachdem er 1886 nicht bestätigt worden war, arbeitete Hanback wieder als Anwalt. Er starb im September 1897 in Kansas City und wurde in Topeka beigesetzt.